# Phalaenopsis zebrina
Phalaenopsis zebrina — многолетние эпифитные травянистые растения семейства Орхидные.
По данным сайта The Plant List Phalaenopsis zebrina является синонимом Phalaenopsis sumatrana.
Вид не имеет устоявшегося русского названия, в русскоязычных источниках обычно используется научное название Phalaenopsis zebrina.

## История описания
Найден и описан голландскими ботаниками Тейджсманном и Биннедом в 1862 году. Такими систематиками, как Свит и Кристенсон отдельным видом не признается. Они рассматривали его как Phalaenopsis sumatrana var. zebrine. 

Существует и прямо противоположная точка зрения.

## Биологическое описание
Не крупный моноподиальный эпифит.

Стебель короткий, скрыт основаниями 3—5 листьев.
Корни корни толстые, хорошо развитые.

Листья толстые, плотные, светло-зеленые, свисающие, сужающиеся к основанию, продолговато-овальные, длиной 15—25 см, шириной 3—7 см.

Цветоносов может быть до 5 одновременно. Простые, многолетние, неразветвлённые, прямостоящие или наклонненные, около 10 см длиной, малоцветковые (2—5 супротивно расположенных цветков). 

Цветки открываются практически одновременно, диаметром 4—5 см, плотной восковой текстуры, звездчатой формы, обладают достаточно сильным древесным ароматом. Лепестки светлые различных оттенков зелёного или жёлтого, покрыты поперечными красно-коричневыми полосками. Губа белая с желтыми или оранжевыми пятнами по бокам и продольными длинными красно-коричневыми или сиреневыми полосками. Продолжительность жизни цветков 25—30 дней. 
 Цветение — весной и летом.

## Распространение, экологические особенности
Бирма, Таиланд, Малайзия, Борнео и Суматра.
Равнинные леса.
Относится к числу охраняемых видов (II приложение CITES).

## В культуре
См. Phalaenopsis sumatrana.